# Computer Persönlich
Computer Persönlich (kurz CP) war ein deutschsprachiges gemischtes Computermagazin aus dem Markt+Technik Verlag, das 14-täglich erschien und Anfang der 1980er Jahre (ab etwa Februar 1982) zum ersten Mal publiziert wurde. Die Erstausgabe des neuen Jahres erschien bereits am Ende des Vorjahres.

## Geschichte
Computer Persönlich galt als das „seriöse“ anwenderorientierte Computermagazin des Markt+Technik Verlags, das sich in den 1980er Jahren nach kurzer Zeit hauptsächlich auf die Berichterstattung über IBM-PC-Themen konzentrierte, wohingegen die von 1983 bis 1990 erschienene Schwesterzeitschrift Happy Computer dessen Spaßmagazin, das sich mit Heimcomputerthemen befasste, war. Neben Informationen und Praxis zu Computersystemen, vorwiegend aus dem PC-Bereich, gab es auch Hard- und Softwaretests. Von den Heften 4/1987 bis 25/1990 enthielt die Zeitschrift die Beilage Software-Journal, die sich mit Softwaretests und -tipps befasste. In den Anfängen wurde auch die Programmierung der Homecomputer berücksichtigt. 1991 wurde das PC-Magazin Plus und 1992 die Computer Live mit Computer Persönlich fusioniert. Die Redaktionsmitglieder der Computer Live gingen zur CP, dort wurden einige der Rubriken von Computer Live übernommen. Von Dezember 1992 bis Januar 1993 gab es eine kurzlebige Beilage Tele-communication. Aus Computer Persönlich ging die von 9/1993 bis 1/1995 erschienene Computerzeitschrift PC-Windows hervor, die sich speziell mit dem Betriebssystem Microsoft Windows befasste und in der PCgo aufging. Ab 1994 lag der Computer Persönlich eine CD-ROM mit Software bei. Mit Ausgabe 1/1995 wurde das Magazin Ende 1994 eingestellt.